# Репюблик (станция метро)
Репюблик (фр. République) — один из крупнейших пересадочных узлов Парижского метрополитена, включающий в себя залы пяти линий: 3, 5, 8, 9, 11. Своё название получил по площади Республики, под которой располагается. В 1935—1998 годах являлся крупнейшим пересадочным узлом в Парижском метро по числу пересекающихся линий метрополитена (не считая RER); после открытия первого участка линии 14 столько же линий пересекаются на станции Шатле.

## История
- Первым открылся зал линии 3, это произошло 19 октября 1904 года в составе первого пускового участка Пер-Лашез —Вилье. 15 ноября 1907 года открылся зал линии 5 (участок Жак Бонсержан — Гар-дю-Нор. 5 ноября 1931 года к ним добавились платформы линии 8 (участок Ришельё — Друо — Порт-де-Шарантон), под которым 10 декабря 1933 года разместился зал линии 9 (участок Ришельё — Друо — Порт-де-Монтрёй). Последним в составе пересадочного узла открылся зал линии 11, это произошло 28 апреля 1935 года в составе первого участка линии Шатле — Порт-де-Лила.
- Пассажиропоток пересадочного узла по входу в 2011 году, по данным RATP, составил 17 095 806 человек[3]. В 2013 году он снизился до 16 953 175 пассажиров (6 место по уровню входного пассажиропотока в Парижском метро)[4].

## Путевое развитие
- На перегоне Репюблик — Пармантье линии 3 располагаются пошёрстный съезд и начало служебной соединительной ветви, при помощи которой можно повернуть со станции Пармантье в сторону станции "Жак Бонсержан" на линии 5.
- К северо-западу от зала линии 5 располагается примыкание служебной соединительной ветви на линию 8, противоположный конец которой находится возле закрытой станции "Сен-Мартен". К юго-востоку от этого же зала располагается пошёрстный съезд.
- С западной стороны от залов линий 8 и 9 располагаются съезды, по которым поезда могут перейти с линии 9 на линию 8 при движении к станции Страсбур — Сен-Дени и в обратном направлении при движении в сторону Оберкампфа.

## Галерея
- Вход на станцию
- Зал линии 3
- Зал линии 5 до реконструкции
- Платформа линии 8
- Зал линии 9